# Sumène (affluent de la Dordogne)
Pour les articles homonymes, voir Sumène (homonymie).
La Sumène est une rivière française du Cantal, en région Auvergne-Rhône-Alpes, en ancienne région Auvergne, affluent de rive gauche de la Dordogne.

## Toponymie
Sumène vient du gaulois su : bon, bien, et mena : cheminer. La Sumène est ainsi une rivière qui a un bon cheminement.

## Géographie
La Sumène prend sa source dans le Massif central à plus de 1 200 m d’altitude, au-dessus des Bois de Cournil, entre les communes de Collandres et de Trizac, dans le parc naturel régional des Volcans d'Auvergne.
Elle prend la direction du nord-nord-est, passant sous la route départementale (RD) 678 au bourg de Valette puis reçoit sur sa droite le ruisseau du Cheylat, juste avant d'être franchie par la RD 36. Elle passe à l'est du bourg de Menet puis sous la RD 205 avant d'obliquer vers l'ouest. De part et d'autre du bourg d'Antignac, elle passe à deux reprises sous la RD 3. Sur sa gauche, le Violon vient la grossir en amont du bourg de Vebret au nord duquel elle est franchie par la RD 15. Elle passe sous la RD 236 à Courtilles puis successivement sous les RD 22 et 136 avant d'infléchir son cours vers le sud-ouest. À l'ouest d'Ydes-Bourg, elle passe sous la RD 36, arrose Largnac et passe successivement sous les RD 922 et 42 au nord-ouest du bourg de Bassignac où son cours s'écoule vers le sud. Elle passe de nouveau deux fois sous la RD 922, recevant au passage sur sa gauche le Marilhou, et prend la direction de l'ouest. À Vendes, elle passe sous le viaduc ferroviaire de la Sumène et sous la RD 12, reçoit en rive gauche son principal affluent, le Mars, puis prend la direction du nord-ouest.
Dans sa partie terminale, après Bassignac, la Sumène s'écoule la plupart du temps dans des gorges boisées parfois très resserrées jusqu'à sa confluence avec la Dordogne, qui s'effectue en limite des communes d’Arches et de Veyrières, dans la retenue du barrage de l'Aigle, face au belvédère de Gratte-Bruyère.
La Sumène est longue de 47,1 km.

### Communes traversées
Dans le seul département du Cantal (15), la Sumène traverse les seize communes suivantes, de l'amont vers l'aval : Collandres (source), Trizac (source), Valette, Menet, Saint-Étienne-de-Chomeil, La Monselie, Antignac, Vebret, Ydes, Saignes, Sauvat, Bassignac, Méallet, Jaleyrac, Veyrières  (confluence), Arches (confluence).

### Bassin versant
Le bassin versant de la Sumène représente huit zones hydrographiques qui s'étendent sur 415 km2. Il est constitué à 58,43 % de « territoires agricoles », à 40,43 % de « forêts et milieux semi-naturels », à 0,97 % de « territoires artificialisés », à 0,13 % de « zones humides », et à 0,11 % de « surfaces en eau ».

### Affluents
Parmi les trente affluents recensés par le Sandre, quatre dépassent les dix kilomètres de longueur ; d'amont vers l'aval confluent successivement le ruisseau du Cheylat, long de 16,5 km en rive droite, les trois suivants confluant en rive gauche : le Violon, 15,2 km, le Marilhou, 24,6 km, et le Mars qui, avec un bassin versant de 117 km2 et une longueur de 40,6 km, est son principal affluent.
Parmi les affluents de la Sumène, le Violon, le Marilhou et le Mars ont plusieurs sous-affluents ; de ce fait, le nombre de Strahler de la Sumène est de quatre.

## Hydrologie
Depuis 1933, quatre stations hydrologiques ont enregistré des mesures sur la Sumène.

### Stations en amont de la confluence avec le Mars
La plus ancienne était installée à Méallet, à Vendes, et a fonctionné de 1933 à 1969. Son bassin versant, en amont de la confluence avec le Mars, représentait 284 km2, soit plus de 68 % de celui de l'ensemble du cours d'eau. Durant cette période, le débit maximal journalier enregistré (87 m3/s) l'a été en décembre 1935.
Celle de Saint-Étienne-de-Chomeil, à Cheyrange, a fonctionné de 1957 à 2001. Installée dans la partie amont de la Sumène, son bassin versant intégrant un seul des quatre affluents majeurs, le ruisseau du Cheylat, n'y était que de 48 km2, soit 11,5 % du bassin total, et le débit maximal journalier (27,30 m3/s) a été enregistré en février 1974.
Plus en aval, la station la plus récente a été installée en l'an 2000 à Antignac et fonctionne toujours en 2017. Elle n'intègre pas non plus le Violon, le Marilhou et le Mars, et son bassin versant n'y est que de 71,5 km2, soit 17 % du bassin total ; le débit maximal journalier (37,50 m3/s) y a été enregistré en mars 2007.

### La Sumène à Bassignac
Prenant le relais de la station de Méallet, une autre station a fonctionné pendant cinquante-trois ans, entre 1961 et 2013, à Bassignac, au pont de Vendes.
À cet endroit, le bassin versant, intégrant les quatre affluents majeurs, représente 401 km2, soit plus de 96 % de celui de la Sumène. Les données qui y ont été enregistrées sont donc très représentatives du cours d'eau.
Durant cette période et en ce lieu, le module y était de 7,97 m3/s.
La Sumène a présenté des fluctuations saisonnières de débit, avec une période de hautes eaux caractérisée par un débit mensuel moyen évoluant dans une fourchette de 6,28 à 12,80 m3/s, d'octobre à mai inclus (avec un maximum en décembre). La période des basses eaux avait lieu de juin à septembre, avec une baisse du débit moyen mensuel allant jusqu'à 2,09 m3/s au mois d'août. Cependant ces chiffres ne sont que des moyennes et les fluctuations de débit pouvaient être plus importantes selon les années et sur des périodes plus courtes.

#### Étiage ou basses eaux
À l'étiage le VCN3 pouvait chuter jusque 0,31 m3, en cas de période quinquennale sèche, soit 310 litres par seconde.

#### Crues
Les crues pouvaient cependant s'avérer importantes. Les QIX 2 et QIX 5 valaient respectivement 120 et 150 m3/s. Le QIX 10 était de 180 m3/s, le QIX 10 de 210 m3/s, et le QIX 50 de 240 m3/s.
Le débit instantané maximal enregistré à la station de Bassignac durant cette période a été de 235 m3/s le 1er juin 2007. Si l'on compare cette valeur à l'échelle des QIX de la rivière, cette crue était statistiquement reproductible sur une période de cinquante ans. Le 14 février 1990, le débit a atteint la valeur journalière maximale de 172 m3/s.

#### Lame d'eau et débit spécifique
Au pont de Vendes, la Sumène est un cours d'eau très abondant. La lame d'eau écoulée dans son bassin versant, entre 1961 et 2013, était de 629 millimètres/an, ce qui est près de deux fois supérieur à la moyenne de la France entière, tous bassins confondus (320 millimètres/an). Le débit spécifique (ou Qsp) de la Sumène y a ainsi atteint le chiffre de 19,9 litres par seconde et par kilomètre carré de bassin.

## Aménagements et écologie

### Environnement
Dans sa partie amont et jusqu'à Antignac, la Sumène coule à l'intérieur du parc naturel régional des Volcans d'Auvergne.
La Sumène et plusieurs de ses affluents et sous-affluents sont répertoriés dans le Réseau Natura 2000 comme sites très importants pour la conservation de la loutre d'Europe (Lutra lutra).
Ce site global interdépartemental a été divisé en plusieurs zones spéciales de conservation (ZSC) locales, dont trois spécifiques au département du Cantal. L'une d'entre elles concerne le bassin versant de la Sumène. En 2010, la présence de la loutre d'Europe y a été décelée, aussi bien sur la Sumène que sur le Mars, le Marilhou et son affluent le Mardaret. La même année, la présence de l'écrevisse à pattes blanches (Austropotamobius pallipes) a été notée sur le ruisseau du Cheylat.
Une autre ZSC concerne la Sumène et ses rives en aval de Vendes (communes d'Arches, Bassignac et Veyrières) qui s'écoule dans des gorges boisées et resserrées. Hormis l'écrevisse à pattes blanches et la loutre d'Europe qui y sont également présentes, cette zone concerne cinq autres espèces animales protégées : un poisson, le chabot commun (Cottus gobio), deux insectes, le lucane cerf-volant (Lucanus cervus) et le grand capricorne (Cerambyx cerdo), et deux chauves-souris, la barbastelle d'Europe (Barbastella barbastellus) et le petit rhinolophe (Rhinolophus hipposideros).

### Monuments ou sites remarquables à proximité
- L'église Saint-Pierre de Menet[18].
- L'église Saint-Ferréol de Salsignac à Antignac[19].
- L'église Saint-Pierre d'Antignac[20].
- Les ruines de la chapelle Notre-Dame du Roc Vignonnet à Antignac[21].
- L'église Saint-Maurice-et-Saint-Louis de Vebret[22].
- L'Église Saint-Georges d'Ydes-Bourg[23].
- Le musée des insectes du monde d’Ydes.
- La chapelle de Vendes à Bassignac[24].
- L'église Sainte-Radegonde de Bassignac[25].
- Le viaduc de la Sumène entre Bassignac et Méallet[26].

## Galerie de photos

La Sumène.
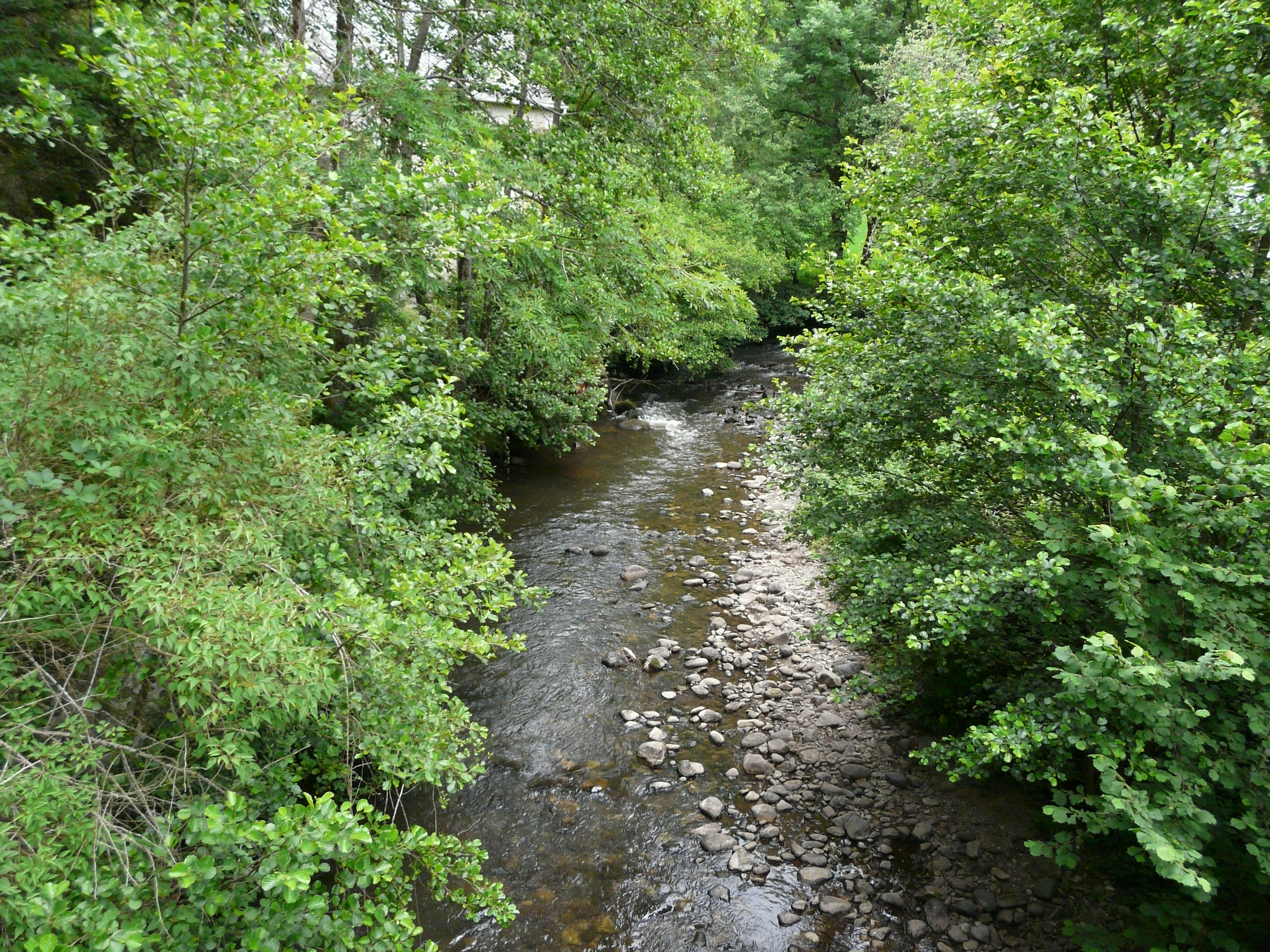
À Menet.
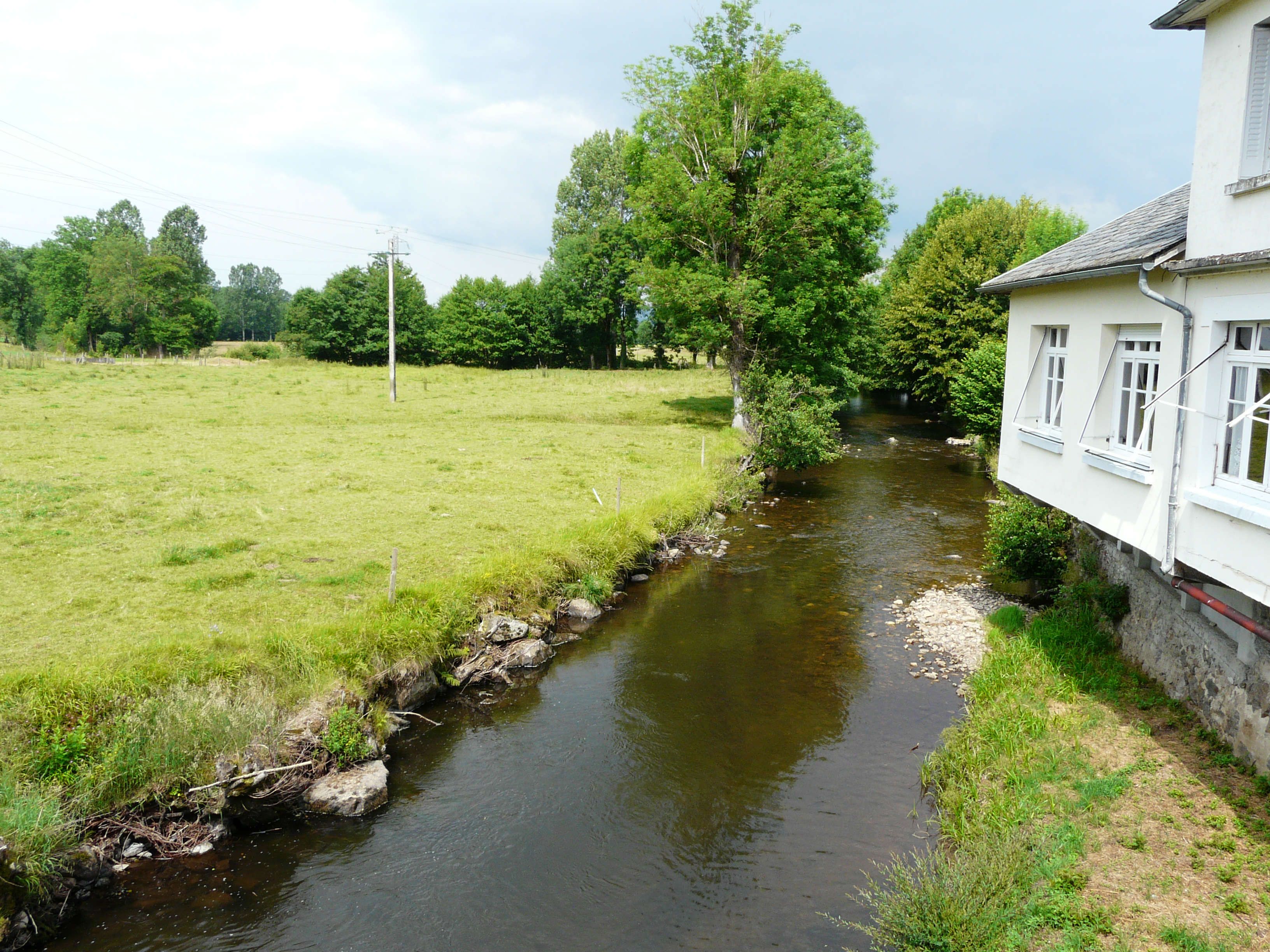
À Vebret.